# جون برنتيس بنسون
جون برنتيس بنسون (بالإنجليزية: John Prentiss Benson)‏ هو مهندس معماري ورسام أمريكي، ولد في 1865 في سالم في الولايات المتحدة، وتوفي في 1947.